# Сантпорт-Норд
Сантпорт-Норд (нід. Santpoort-Noord, нід. вимова: [sɑntpoːrt noːrt]) — село в нідерландській провінції Північна Голландія. Входить до муніципалітету Велзен.
Його площа становить 7,03 км², а населення станом на 2021 рік складало 7 240 осіб.